# 데니우송 지 올리베이라 아라우주
데니우송 지 올리베이라 아라우주(브라질 포르투갈어: Denílson de Oliveira Araújo, 1977년 8월 24일~)은 브라질의 축구 선수이다.

## 국가대표팀 경력
1998년 FIFA 월드컵과 2002년 FIFA 월드컵에 브라질 축구 국가대표팀의 일원으로 참가하였다.